# Libretto di risparmio postale
Nell'ordinamento creditizio italiano, il libretto di risparmio postale è una particolare tipo di libretto di risparmio.
Si identifica e differenzia dal libretto di risparmio bancario per il fatto che i depositi e i relativi libretti sono emessi dalla Cassa Depositi e Prestiti S.p.A., distribuiti in esclusiva da Poste Italiane e garantiti dallo Stato Italiano. Tecnicamente sono equivalenti nelle caratteristiche, nel funzionamento e nella tassazione ai libretti di risparmio.
Costituiscono, assieme ai buoni fruttiferi postali, il cosiddetto risparmio postale.

## Storia
I Libretti di Risparmio Postale vennero emessi per la prima volta nel 1876 grazie al ministro delle finanze Quintino Sella, che istituì le Casse di risparmio postale (tramite legge del 27 maggio 1875) dopo dieci anni di titubanze per scetticismo verso l'intromissione dello Stato nell'economia, per cui le camere si trovarono a lungo in disaccordo verso la proposta di legge. L'approvazione aprì la possibilità di rivolgersi alle Regie Poste per poter depositare e far fruttare i propri risparmi.

## Funzioni
Con il libretto di risparmio postale è possibile: 
- versare denaro da un conto corrente bancario con la stessa intestazione associato al libretto;
- effettuare operazioni di girofondo postale (es. passaggio da libretto a conto BancoPosta o Postepay);
- usare la Carta Libretto per effettuare operazioni da sportello e da ATM Postamat (es. versare e prelevare contanti);
- sottoscrivere Buoni dematerializzati;
- attivare accantonamenti, di durata prestabilita, di somme depositate per ottenere un rendimento maggiore rispetto al tasso base (offerte base Supersmart, disponibili per tutti, o Premium e Rinnova dedicate a nuova liquidità e ad accantonamenti scaduti);
- ricevere la pensione INPS e INPDAP;
- in alcuni casi, ricevere lo stipendio di dipendente statale;